# Stacie Passon
Stacie Passon (n. 1 de octubre de 1969) es una directora de cine, guionista y productora estadounidense. Su película debut, Concussion, se estrenó en el Festival de Cine de Sundance de 2013, y seguidamente ganó un Teddy Award a la película excepcional sobre temas LGBT en el Festival Internacional de Cine de Berlín de 2013.

## Carrera
Antes de dedicarse a la dirección cinematográfica, Passon trabajó como directora comercial y productora.
En 2012, Passon recibió el Adrienne Shelly Director’s Grant y el Calvin Klein Spotlight on Women Filmmakers Live the Dream Grant en los Gotham Awards por Concussion. La cinta fue estrenada en Estados Unidos por Radius/TWC y en otros 17 países alrededor del mundo. La película obtuvo dos nominaciones a los premios Gotham por "Director Revelación" y "Actor Revelación", una nominación al Spirit Award por "Mejor Primera Película" y ganó en 2014 un premio GLAAD Media.
Passon se encuentra desarrollando su segunda película, Strange Things Started Happening, la cual está apoyada por el Instituto de Sundance y el Instituto de Cine de Tribeca. Enseña a escribir guiones en la Tisch School of the Arts de la New York University.

## Filmografía
| Año       | Título                             | Rol       | Rol       | Rol                  | Notas                                  |
| Año       | Título                             | Directora | Guionista | Productora           | Notas                                  |
| --------- | ---------------------------------- | --------- | --------- | -------------------- | -------------------------------------- |
| 2013      | Concussion                         | Sí        | Sí        |                      |                                        |
| 2015–2016 | Transparent                        | Sí        |           |                      | 2 episodios                            |
| 2016      | Women Who Kill                     |           |           | Productora ejecutiva |                                        |
| 2017      | The Last Tycoon                    | Sí        |           |                      | Episodio: "A Brady-American Christmas" |
| 2017      | Halt and Catch Fire                | Sí        |           |                      | Episodio: "Tonya and Nancy"            |
| 2018      | The Path                           | Sí        |           |                      | 2 episodios                            |
| 2018      | Billions                           | Sí        |           |                      | Episodio: "Icebreaker"                 |
| 2018      | We Have Always Lived in the Castle | Sí        | Sí        |                      |                                        |
| 2019      | The Punisher                       | Sí        |           |                      | Episodio: "One-Eyed Jacks"             |